# Yinglee Srijumpol
Yinglee Srijumpol (em tailandês:  หญิงลี ศรีจุมพล) (Nascida em Buriram, Tailândia, 27 de março de 1983)  é uma cantora e atriz tailandesa. Ela alcançou fama internacional em 2012-atualmente com seu albums Kha Khao Sao Lam Sing.

## Início de vida e carreira
Yinglee nasceu em 27 de março de 1983, em Buriram, Tailândia.
Yinglee entrou na GMM Grammy em 2012, Ela também apareceu no album "Kha Khao Sao Lam Sing".

## Discografia

### Álbuns
- 2012 - Kha Khao Sao Lam Sing
- 2015 - Yoo Yen Pen Soad
- 2018 - Chewit Dee Dee

### Single
- "Khor Jai Ther Laek Ber Tho" (2012)
- "Ying Lan La" (2012)
- "Taeng Khang Lang" (2012)
- "Roe Sai Khon Soad" (2012)
- "Thee Rak Rue Thee Phak" (2019)